# Wolfsberger AC
Wolfsberger Athletiksport Club, ze względów sponsorskich Riegler & Zechmeister Pellets Wolfsberger Athletiksport Club – austriacki klub piłkarski, grający obecnie w austriackiej Bundeslidze, mający siedzibę w mieście Wolfsberg, leżącym w Karyntii.

## Historia
Chronologia nazw:
- 1931—2007: Wolfsberger AC
- 2007—2012: Wolfsberger AC/SK St. Andrä
- 2012—: Wolfsberger AC

Klub został założony w 1931 roku jako Wolfsberger Athletik Club przez Adolfa Ptazcowsky’ego, Karla Webera, Hermanna Maierhofera, Franza Hafnera i Michaela Schlachera. W 1946 roku debiutował w państwowej lidze Karyntii, ale nie utrzymał się w niej. Do 1968 roku zespół występował w niższych ligach piramidy lig austriackich, aby w końcu osiągnąć awans do Ligi Regionalnej, w której grał przez następne siedemnaście lat z wyjątkiem sezonu 1977/1978. Po zakończeniu sezonu 1984/1985 zespół końcu spadł do trzeciej ligi. Klub powrócił na dwa kolejne występy w drugiej lidze w sezonach 1988/1989 i 1990/1991, ale za każdym razem został natychmiast zdegradowany. W 1994 roku klub był jednym z członków założycieli reaktywowanej Ligi Regionalnej jako trzeciego szczebla piramidy, ale po sezonie 2001/2002 pożegnał się z nią, spadając do niższej ligi. 
W 2007 roku klub połączył się z lokalnym rywalem, SK St. Andrä. Choć oba kluby pozostawały jako oddzielne podmioty, ale ściśle współpracowali w niemal wszystkich aspektach działalności gospodarczej i sportowej. Klub został wówczas przemianowany na Wolfsberger AC/SK St. Andrä. Od 2007 klub przez trzy sezony występował w Lidze Regionalnej. W 2010 roku został promowany do pierwszej ligi. Po zakończeniu sezonu 2011/2012 klub zajął pierwsze miejsce i zdobył awans do 1. Bundesligi Austrii. Wkrótce współpraca pomiędzy klubami została rozwiązana i Wolfsberger AC jako niezależny klub konkurował na najwyższym poziomie austriackiego futbolu.
W sezonie 2019/2020 zespół osiągnął najwyższy dotychczasowy sukces na szczeblu międzynarodowym – awansował do fazy grupowej Ligi Europy. Wyczyn ten udało się powtórzyć w sezonie 2020/2021.

## Sukcesy

### Trofea międzynarodowe
Nie uczestniczył w rozgrywkach europejskich (stan na 31-05-2012).

### Trofea krajowe
| \| \| Zdobyte trofea w rozgrywkach Austrii (stan na: 01-05-2025) \| |                                                            |      |              |
| Rozgrywki                                                           | Osiągnięcie                                                | Razy | Sezon(y)     |
| · Mistrzostwo                                                       | I miejsce                                                  | 0    |              |
| · Mistrzostwo                                                       | II miejsce                                                 | 0    |              |
| · Mistrzostwo                                                       | III miejsce                                                | 2    | 2019, 2020   |
| Puchar                                                              | zdobywca                                                   | 1    | 2025         |
| Puchar                                                              | finalista                                                  | 0    |              |
| II liga                                                             | I miejsce                                                  | 1    | 2012         |
| II liga                                                             | II miejsce                                                 | 1    | 1974 (Mitte) |
| II liga                                                             | III miejsce                                                | 0    |              |
| Austria                                                             | Zdobyte trofea w rozgrywkach Austrii (stan na: 01-05-2025) |      |              |

## Skład na sezon 2023/2024
| Nr | Poz. | Piłkarz                                           |
| -- | ---- | ------------------------------------------------- |
| 1  | BR   | Hendrik Bonmann                                   |
| 3  | OB   | Jonathan Scherzer                                 |
| 4  | OB   | Scott Kennedy                                     |
| 5  | OB   | Kevin Bukusu                                      |
| 6  | PO   | Samson Tijani (wypożyczony z Red Bull Salzburg)   |
| 7  | PO   | Konstantin Kerschbaumer                           |
| 8  | OB   | Simon Piesinger                                   |
| 9  | NA   | Bernhard Zimmermann (wypożyczony z Rapidu Wiedeń) |
| 10 | NA   | Thomas Sabitzer                                   |
| 11 | PO   | Thierno Ballo                                     |
| 12 | NA   | Mohamed Bamba                                     |
| 13 | OB   | Tobias Gruber                                     |
| 14 | PO   | Pascal Müller                                     |

| Nr | Poz. | Piłkarz                                              |
| -- | ---- | ---------------------------------------------------- |
| 16 | PO   | Mario Leitgeb                                        |
| 17 | OB   | Nikolas Veratschnig                                  |
| 18 | NA   | Thorsten Röcher                                      |
| 19 | PO   | Sandro Altunaszwili                                  |
| 20 | PO   | Augustine Boakye                                     |
| 21 | BR   | David Skubl                                          |
| 22 | OB   | Dominik Baumgartner                                  |
| 23 | PO   | Florian Rieder                                       |
| 26 | OB   | Lukas Ibertsberger (wypożyczony z Red Bull Salzburg) |
| 27 | OB   | Michael Novak                                        |
| 32 | BR   | Lukas Gütlbauer                                      |
| 44 | PO   | Ervin Omić                                           |
| 97 | OB   | Adis Jašić                                           |

## Europejskie puchary
Legenda do wszystkich tabel:
- Q – runda eliminacyjna, 1/16, 1/8, 1/4, 1/2 – odpowiednia faza rozgrywek, Grupa – runda grupowa, 1r gr – pierwsza runda grupowa, 2r gr – druga runda grupowa, F – finał, R – runda, PO – play-off
- k. – rzuty karne, los. – losowanie, Dogr. – dogrywka, w. – zasada bramek strzelonych na wyjeździe

| Sezon   | Rozgrywki               | Runda   | Przeciwnik               | Dom | Wyjazd | Ogólnie    |
| ------- | ----------------------- | ------- | ------------------------ | --- | ------ | ---------- |
| 2015/16 | Liga Europy             | 2Q      | Szachcior Soligorsk      | 2–0 | 1–0    | 3–0        |
| 2015/16 | Liga Europy             | 3Q      | Borussia Dortmund        | 0–1 | 0–5    | 0–6        |
| 2019/20 | Liga Europy             | Grupa J | Borussia Mönchengladbach | 0–1 | 4–0    | 4. miejsce |
| 2019/20 | Liga Europy             | Grupa J | AS Roma                  | 1–1 | 2–2    | 4. miejsce |
| 2019/20 | Liga Europy             | Grupa J | İstanbul Başakşehir      | 0–3 | 0–1    | 4. miejsce |
| 2020/21 | Liga Europy             | Grupa K | CSKA Moskwa              | 1–1 | 1–0    | 2. miejsce |
| 2020/21 | Liga Europy             | Grupa K | Dinamo Zagrzeb           | 0–3 | 0–1    | 2. miejsce |
| 2020/21 | Liga Europy             | Grupa K | Feyenoord                | 1–0 | 4–1    | 2. miejsce |
| 2020/21 | Liga Europy             | 1/16    | Tottenham Hotspur        | 1–4 | 0–4    | 1–8        |
| 2022/23 | Liga Konferencji Europy | 3Q      | Gżira United             | 0–0 | 4–0    | 4–0        |
| 2022/23 | Liga Konferencji Europy | PO      | Molde                    | 0–4 | 1–0    | 1–4        |
| 2025/26 | Liga Europy             | 3Q      | PAOK                     | 0–1 | 0–0    | 0–1, Dogr. |
| 2025/26 | Liga Konferencji        | PO      | Omonia Nikozja           | –   | –      | –          |